# Crambus lacteela
Crambus lacteela là một loài bướm đêm trong họ Crambidae.